# Laguna Grande (Bolivia)
La laguna Grande es un cuerpo de agua o laguna al sur de Bolivia, ubicada en el departamento de Tarija y al sur de la laguna Tajzara, a una altitud de 3.638 m, dentro de la  Reserva Biológica de la Cordillera de Sama. Tiene unas dimensiones de 4,56 kilómetros de largo por 3 kilómetros de ancho, una superficie de 6,7 kilómetros cuadrados de superficie y un perímetro costero de 16,4 kilómetros. 
Uno de sus mayores atractivos son sus dunas de arena blanca situadas al sureste con una superficie cercana a los 4 kilómetros cuadrados.